# 宮城純子
宮城 純子（みやぎ じゅんこ、1951年3月10日－）は、日本のピアニスト、作曲家、編曲家。東京音楽大学客員教授。

## 来歴・人物
東京都出身。国立音楽大学ピアノ科を卒業後、アン・ミュージック・スクールに入学。佐藤允彦、市川秀男らからジャズを学ぶ。
1978年1月にフュージョン・バンドTHE SQUARE（現：T-SQUARE）に加入し、同年CBS・ソニーからメジャー・デビュー。3枚のアルバム制作に参加後、1979年に退団。退団後も関係は続いており、デビュー20周年記念／30周年記念ライブにはそれぞれ歴代メンバーの一人として参加している。
セッション・ミュージシャンや自己のグループによる活動、アニメやドラマの音楽を手がける他、東京音楽大学の客員教授を務め、後進の育成に励んでいる。教え子にはまついえつこや森藤晶司などがいる。
1997年、有限会社ハムカンパニーを設立。朗読と音楽のCD『声ものがたり』シリーズの制作・販売を行っている。
2020年、終活レーベル「Genuine」を設立。

## ディスコグラフィー
- Digital Trip 風の谷のナウシカ シンセサイザー・ファンタジー（1984年）（編曲／一部作曲）
- NO EXIT（1992年）（リーダーを務めるバンド「姫の乱心」として）
- 夢が眠る場所（1999年）（小川美潮とのユニット「Secret Book」として）
- Piano in Wonderland（2003年）
- 声ものがたりシリーズ（2003年 - ）

## 作品
一部参加を含む。

### アニメ
- アイドル防衛隊ハミングバード
- ヱヴァンゲリヲン新劇場版
- ダーティペア FLASH
- ペリカンロード
- 名犬ラッシー

### ドラマ
- 勝手にしやがれヘイ!ブラザー
- 平成夫婦茶碗～ドケチの花道～